# Trenulețul
Trenulețul (превод: „Возић“) песма је молдавског фолк панк бенда Здоб ши Здуб и народних музичара браће Адвахов. Песма је представљала Молдавију на Песми Евровизије 2022. године.
Песма говори о енергичној и срећној вожњи возом између престоница Молдавије и Румуније, Кишињева и Букурешта. Музички спот који је објављен за песму поклопио се са поновним отварањем железничке руте између ова два града. Многи су песму протумачили као подршку спајању Румуније и Молдавије, а поруке које се односе на унију су издвојени из оригиналне верзије песме, а не финалне евровизијске.
Аудиција за молдавског представника одржана је 29. јануара 2022. у ТРМ Студију 2 у Кишињеву и гласови стручног жирија изабрали су Trenulețul за Песму Евровизије 2022. године. 66. издање Песме Евровизије одржано је у Торину и састојало се од два полуфинала 10. маја и 12. маја 2022. и великог финала 14. маја 2022. године. Молдавија је завршила на седмом месту у финалу, са 253 поена.